# Плавання на Чемпіонаті світу з водних видів спорту 2022 — естафета 4x100 метрів комплексом (жінки)
Змагання з плавання в естафеті 4x100 метрів комплексом серед жінок на Чемпіонаті світу з водних видів спорту 2022 відбулися 25 червня 2022 року.

## Рекорди
Перед початком змагань світовий рекорд і рекорд чемпіонатів світу були такими:
| Світовий рекорд          | США | 3:50.40 | Кванджу (Південна Корея) | 28 липня 2019 |
| Рекорд чемпіонатів світу | США | 3:50.40 | Кванджу (Південна Корея) | 28 липня 2019 |

## Результати

### Попередні запливи
Попередні запливи розпочалися о 09:39 за місцевим часом.
| Місце | Заплив | Доріжка | Країна          | Плавчині | Час              | Примітки         |
| ----- | ------ | ------- | --------------- | --- | ---------------- | ---------------- |
| 1     | 2      | 4       | Австралія       | Кейлі Маккіон (59.06) Дженна Страуч (1:07.79) Бріанна Тросселл (57.29) Медісон Вілсон (52.63)                    | 3:56.77          | Q                |
| 2     | 1      | 6       | Нідерланди      | Кіра Туссен (59.75) Тес Схаутен (1:06.83) Маайке де-Ваард (57.45) Марріт Стінберген (53.45)                      | 3:57.48          | Q                |
| 3     | 1      | 3       | Швеція          | Ганна Росвалл (1:01.05) Софі Ханссон (1:06.94) Луїс Ганссон (56.71) Сара Шестрем (53.11)                         | 3:57.81          | Q                |
| 4     | 2      | 5       | Канада          | Інґрід Вілм (59.54) Келсі Воґ (1:08.26) Меґґі Мак-Ніл (57.23) Кайла Санчес (53.35)                               | 3:58.38          | Q                |
| 5     | 2      | 6       | Італія          | Сільвія Скалія (1:01.12) Аріанна Кастіньліоні (1:06.29) Елена Ді Ліддо (57.79) Сільвія ді П'єтро (54.20)         | 3:59.40          | Q                |
| 6     | 2      | 3       | Китай           | Пен Сюйвей (1:00.29) Юй Цзін'яо (1:07.70) Чжан Юйфей (57.47) Ян Цзюньсюань (54.09)                               | 3:59.55          | Q                |
| 7     | 1      | 4       | США             | Раян Вайт (плавчиня) (1:00.12) Александра Волш (1:07.60) Наталі Гіндс (58.88) Еріка Браун (53.46)                | 4:00.06          | Q                |
| 8     | 2      | 2       | Франція         | Емма Теребо (1:00.77) Адель Бланшетьєр (1:08.99) Марі Ваттель (57.83) Шарлотт Бонне (53.86)                      | 4:01.45          | Q                |
| 9     | 2      | 1       | Ізраїль         | Авів Барзелай (1:01.65) Анастасія Горбенко (1:07.02) Леа Полонскі (59.42) Дарія Головати (55.19)                 | 4:03.28          |                  |
| 10    | 1      | 2       | Бразилія        | Стефані Балдуччіні (1:03.43) Дженніфер Консейсан (1:07.30) Джованна Діаманте (58.37) Ана Кароліна Віейра (55.49) | 4:04.59          |                  |
| 11    | 2      | 7       | Південна Корея  | Lee Eun-ji (1:00.79) Moon Su-a (1:09.56) Jeong So-eun (59.49) Hur Yeon-kyung (55.45)                             | 4:05.29          |                  |
| –     | 1      | 5       | Велика Британія | Меді Гарріс (1:00.37) Моллі Реншов Лора Стівенс Люсі Гоуп                                                        | Дискваліфіковані | Дискваліфіковані |
| –     | 1      | 1       | Таїланд         | Не стартували | Не стартували    | Не стартували    |
| –     | 1      | 7       | Греція          | Не стартували | Не стартували    | Не стартували    |

### Фінал
Фінал відбувся о 19:38 за місцевим часом.
| Місце | Доріжка | Країна     | Плавчині                                                             | Час     | Примітки |
| ----- | ------- | ---------- | -------------------------------------------------------------------- | ------- | -------- |
| 1     | 1       | США        | Реган Сміт Ліллі Кінг Торрі Гаск Клер Курзан                         | 3:53.78 |          |
| 2     | 4       | Австралія  | Кейлі Маккіон Дженна Страуч Бріанна Тросселл Моллі О'Каллаган        | 3:54.25 |          |
| 3     | 6       | Канада     | Кайлі Масс Рейчел Нікол Меґґі Мак-Ніл Пенні Олексяк                  | 3:55.01 |          |
| 4     | 3       | Швеція     | Ганна Росвалл Софі Ханссон Луїс Ганссон Сара Шестрем                 | 3:55.96 |          |
| 5     | 5       | Нідерланди | Кіра Туссен Тес Схаутен Маайке де-Ваард Марріт Стінберген            | 3:57.24 |          |
| 6     | 7       | Китай      | Пен Сюйвей Тан Цяньтін Чжан Юйфей Ян Цзюньсюань                      | 3:57.73 |          |
| 7     | 2       | Італія     | Маргеріта Панцієра Бенедетта Пілато Елена Ді Ліддо Сільвія ді П'єтро | 3:58.86 |          |
| 8     | 8       | Франція    | Емма Теребо Адель Бланшетьєр Марі Ваттель Шарлотт Бонне              | 3:59.94 |          |